# Heilig Hartklooster (Reuver)
Het Heilig Hartklooster is een voormalig klooster te Reuver, gelegen aan de Pastoor Vranckenlaan 2-6.
In het klooster woonden en werkten de Dominicanessen van de Heilige Catharina van Siena, een Dominicanessencongregatie met de hoofdzetel te Voorschoten.
Het klooster werd in 1890-1891 gebouwd, en architect was Emmanuel Corbey. Het is een groot complex, streng symmetrisch opgebouwd met een drietal rijkversierde topgevels aan de voorzijde. De stijl is traditionalistisch-eclectisch. Versieringen, zoals boogfriezen, zijn geaccentueerd met gekleurde baksteen. De kloosterkapel is in neogotische stijl. Naast het klooster bevat het complex een lagere school en een kweekschool (gebouwd in 1899). In 1921 kwam er een MULO.
In 1981 werd het complex een kloosterbejaardenoord. In 2009 vond een ingrijpende verbouwing plaats.
Voor het klooster bevindt zich een Heilig Hartbeeld van 1925.